# Паул Хаусер
Паул Хаусер  (Бранденбург на Хафелу, 7. октобар 1880 — Лудвигсбург, 21. децембар 1972) је био генерал-потпуковник немачког Рајхсвера а касније и SS-Oberstgruppenführer СС-а.

## Рани период
Паул Хаусер је рођен 7. октобра 1880. године у Бранденбургу на Хафелу. Следећи пример свог оца (мајор Курт Хаусер), одлучио се за војнички живот. Кадетску школу Берлин-Лихтерфелде похађао је у периоди 1892—1896. године а академију 1896—1899. године. Током кадетског школовања међу његовим школским друговима налазили су се Гинтер фон Клуге и Федор фон Бок, који ће током Другог светског рата достићи чин фелдмаршала Вермахта. Хаусер је 18. марта 1899. године добио чин потпоручника да би већ 20. марта био послат у 155. пешадијски пук који је распоређен и Бреславу (сада Вроцлав).
У периоду од 1903. до 1908. године био је начелник регименте 2. батаљона, после чега је замењен и послат у Берлин. Ту је Хаусер за наредне три године (до 1911) завршио Војну академију. 9. новембра 1912. године Паул Хаусер се оженио Елизабетом Герард, са којом има једно дете.
За време Првог светског рата Хаусер је био на различитим штапским дужностима како на Западном тако и на Источном фронту: штаб престолонаследника Рупрехта Баварског, VI корпус; начелник оперативног одељења у штабу 109. пешадијске дивизије; командант 88. пука. Током рата више пута је био одликован: Гвоздени крст I реда, Гвоздени крст II реда, Витешки крст са мачевима дома фон Хоенцолерн, Витешки крст саксонског ордена Албер I класе, Витешки крст виртембершког ордена Фридрих I класе.
После рата сагласно Версајским мировним уговором, немачка армија (Рајхсвер) смањена је од неколико милиона на свега 100.000 војника. И поред великог смањења Хаусер је остао у слижби са чином потпуковника. До 1922. године био је начелник оперативног одељења у штабу 2. пешадијске дивизије. Од јануара 1923. па до априла 1925. године командовао је 3. батаљоном 4. пешадијског пука, да би у току 1925. године постао начелник штаба 2. пешадијске дивизије. Његов претпостављени, био је човек који ће у Другом светском рату достићи чин фелдмаршала и биће носилац Витешког крста, Герд фон Рундштет. Други штабни официр у то време такође ће бити носилац Витешког крста а постаће и инспектор тенковских јединица, Хајнц Гудеријан.
1. јануара 1927. године Хаусер прузима команду над 10. пешадијским (саксонским) пуком, а од 1. јула наредне године постаје командант школског полигона Мизинген. У децембру 1930. године добија команду над 4. пешадијском дивизијом и команду војног одељења у Магдебургу. 31. јануара 1932. године Хаусер са чином генерал-потпуковник добија отказ.

## Прелазак у СС
Од фебруара 1933. године до априла 1934. године члан је организације Челични шлемови у Берлин-Бранденбургу. Марта 1933. године приступа јуришним одредима (СА) као Standartenführer (еквивалент пуковник) у 125. резервну бригаду.
15. новембра 1934. године приступа СС-у (редни број 239795) и ускоро је постављен за команданта јункерске школе СС-а у Брауншвајгу. Он разрађује школски план наставе и уводи чврсто физичко васпитање. Његов рад високо је оценио Хајнрих Химлер и 1. августа 1935. године Хаусер је постављен на месту инспектора јункерских школа СС-а. Од 1. јуна 1936. до 1. октобра 1937. начелник је Оперативне управе при Главној управи СС-а, а од 1. октобра 1936. до 10. августа 1939. године и инспектор јединица за обуку СС-а. Хаусер је био одговоран за обуку свих војних формација СС-а, осим јединица Totenkopf - Мртвачке главе.
1. маја 1937. године учлањује се у Национал-социјалистичку партију НСДАП.
Хаусер се залагао за увођење маскирних униформи и јединице Вафен-СС. Руководио је формирањем првих пукова СС-а: „Дојчланд“, „Германија“ и „Фирер“, од којих је 18. марта формирана СС дивизија „Рајх“ под његовом командом. Међутим немачко руководство је донело одлуку да за време пољске кампање, дивизија не учествује као целина већ да њени пукови дејствују у саставу различитих армијских формација.

## Други светски рат
Приликом избијања Другог светског рата Хаусер се налазио у штабу тенковске дивизије Вернера Кемпфа. 9. октобра 1939. године Хаусер преузима команду над 2.СС моторизованом дивизијом „Рајх“, која ће се касније развити у оклопно-гренадирску дивизију. На Западном фронту 1940. године врши борбена дејства у Холандији, Белгији и Француској. Од јуна до августа 1940. године налазио се на месту начелника командне управе Вафен-СС-а у Главној оперативној управи СС-а. Током марта 1941. године СС дивизија „Рајх“ је премештена у Румунију како би узела учешће у балканској кампањи.
Јула 1941. године Хаусер је на челу СС дивизије „Рајх“ узео учешће у нападу на Совјетски Савез. Као јединица Групе армија „Центар“ дивизија је показала страшну ударну моћ приликом пробоја руске пограничне одбрамбене линије. Учествује у опкољавању совјетске војске северно од Барановича, борбама код Смоленска (Смоленска битка) и опкољавању Кијева. За велике успехе (103 уништена тенка и разбијена 100. совјетска дивизија) своје дивизије, Паул Хаусер је одликован Витешким крстом 8. августа 1941. године. Након неколико операција крај Јарославља, Истра, Гжатска и Гомеља, дивизија се приближила Москви. У време жестоко крваве борбе код Гјачама, вођене при најтежим метеоролошким условима, генерал Вафен-СС-а (од 1. октобра 1941. године) услед тешког рањавања губи десно око.
После болничког лечења од неколико месеци, Хаусер као официр СС-а са највећим чином, 1. јуна 1942. године добија команду над II СС оклопним корпусом. У то време корпус се налазио у Француској и био састављен од 3 СС дивизије ("Лична гарада Адолфа Хитлера“, „Рајх“, "Мртвачка глава“). Након учешћа у окупацији јужне Француске у новембру 1942. године, корпус је током јануара 1943. године пребачен на Источни фронт, где је узео учешће у операцији код Оскола. 15. фебруара 1943. године, Хаусер се са својим корпусом нашао напола окружен од Совјетске 3. тенковске и 69.те армије. У таквој ситуацији он је предложио као решење да се повуче са својом војском на нов одбрамбени положај. Хитлер је као и увек био против било којег вида повлачења, зато је дао јасно наређење - одбрана до последњег човека. И овог пута се Хаусер показао као мудар, смео и самостално дејствујући официр, који се није слепо потчинио издатој наредби. Одбио је да изврши Фирерово наређење и повукао се на нове положаје. Том смелом одлуком успео је на време да спаси неколико немачких дивизија сигурног опкољавања. Одмах након повлачења корпус је спојен са тенковским јединицама Генерал-пуковника Хермана Хота, да би крајем фебруара 1943. године учествовао у трећој бици за Харков. У овом нападу, Хаусер је командовао левим крилом. 9. марта 1943. године разбио је 6. совјетску армију Генерала Харитонова и приближио се Харкову, који је освојио 14. марта 1943. године. Тај успех је спасио Хаусера од последица које су га чекале због неизвршеног Фиреровог наређења. Уместо казне Хаусер је добио Храстово лишће, које је пак Хитлер задржао до јула 1943. године због Хаусерове показане непослушности.
У лето 1943. године II СС оклопни корпус је са својим елитним дивизијама „Телесна гарда Адолфа Хитлера“ (Јозеф Дитрих), „Рајх“ (Валтер Кригер) и „Мртвачка глава“ (Херман Прис), учествовао у операцији „Цитадела“. У тешким борбама код Курска (види Курска битка), корпус који се налазио у саставу 4. оклопне армије, претрпео је велике губитке. 12. јула 1943. године Хаусер је предводио своје три дивизије у тенковској бици код Прохоровке. Та битка је постала позната по томе што је у њој учествовало више од 1000 тенкова и сматра се највећом тенковском битком у Другом светском рату. Како у наредним данима није постигла решавајући пробој а претрпеле велике губитке, 4. оклопна армија Хермана Хота почела је са повлачењем. Немци су 5. августа напустили Белгород а 23. августа и Харков.
Пошто се очекивала скора капитулација Италије, Немци су направили план за брзу окупацију северне и средње Италије. По том плану II СС оклопни корпус требало је пребацити са Источног фронта у северну Италију, међутим од тога се одустало јер је корпус у то време услед сталних одбрамбених борби био десеткован. Зато је одлучено да се корпус прво пошаље у Француску ради попуне и предаха војника. Током децембра 1943. године корпус је стигао у Француску. У његовом саставу од претходних дивизија, остала је само 1. СС оклопна дивизија „Телесна гарда Адолфа Хитлера“, али су зато придодате две новоформиране дивизије - 9. СС оклопна дивизија Хоенштауфен и 10. СС оклопна дивизија Фрундсберг.
Априла 1944. године корпус је под Хаусеровом командом кренуо натраг на немачко-совјетски фронт код Тернопоља. Ту је корпус учествовао у ослобађању немачких трупа опкољених на простору Камјањец-Подиљски.
Након савезничког искрцавања у Нормандији, II СС оклопни корпус је натоварен на железничке вагоне и поново кренуо пут Француске. Неколико дана по доласку у Нормандију корпус успева да заустави офанзиву VIII Британског корпуса на левом крилу напада на Кан.
27. јуна 1944. године Хаусер преузима команду над 7. армијом а предаје команду корпуса будућем носиоцу мачева за Витешки крст SS-Gruppenführer-у Вилхелму Битриху. На дан 1. август Хаусер је унапређен у SS-Oberstgruppenführer (еквивалент генерал-пуковник). Тај чин су достигла само још три официра СС-а: Јозеф Дитрих, Курт Далуег и Франц Шварц.
7. немачка армија учествовала је у најтежим одбрамбеним борбама у центру десанта. У тешким борбама Хаусерове јединице повремено су доводиле савезничку војску у тешку ситуацију, али нису успеле готово нигде да зауставе њихово напредовање, да би се на крају (19. август 1944. године) огроман број војника 7. армије нашао опкољен у такозваном Џепу код Фалеза.
Захваљујући Битриху који је са II СС оклопним корпусом успео да пробије обруч, 50.000 немачких војника заједно са тешко рањеним Хаусером је успело да се извуче из обруча. Након рањавања Хаусера, нови командант 7. армије постао је генерал Бранденбергер, који ју је водио  до марта 1945.
Као признање за успешну одбрану у Нармандији, Хаусер је добио мачеве за храстово лишће Витешког крста (11. носилац овог одликовања у СС-у). Хаусер је заменио Химлера 23. јануара 1945. године на месту команданта групе армија „Горња Рајна“. Међутим 29. јануара група армије „Горња Рајна“ је расформирана, па Хаусер преузима команду над групом армија „Г“ у Оберхајму. У саставу ове групе армија налазиле су се: 1. армија, 7. армија и 19. армија. Основни задатак Хаусера био је одбрана Манхајма, Хајделберга и Карлсруеа.
2. априла 1945. године Хаусер је тражио од Хитлера дозволу за повлачење у дубину немачке територије. Након интензивне дебате са Хитлером, он је смењен са положаја команданта групе армије „Г“ а на његово место дошао је Генерал Шулц. 8. маја 1945. године Хаусер се предао америчкој војсци.

## После рата
Хаусер је остао у војном заробљеништву све до 1949. године. На Међународном суду у Нирнбергу (види:Нирнбершки процес) је био главни сведок одбране СС-а. Осуђен је на две године радног затвора.
Године 1951. Паул Хаусер, Феликс Штајнер, Јозеф Дитрих и Курт Мајер су основали савез ветерана СС-а (ХИАГ) и борили се безуспешно за признавање Вафен-СС-а као четврти род војске у Немачкој током Другог светског рата. Као председник те организације он је заступао строгу разлику између борбених јединица Вафен-СС и СС јединица одговорних за концетрационе логоре.
Аутор је две књиге Waffen-SS im Einsatz и Soldaten wie andere auch
Паул Хаусер је умро у 92. години 21. децембра 1972. године у Лудвигсбургу, Виртемберг. Сахрањен је на минхенском гробљу Валфридхоф.